# ترونتزانو ورچلزه
ترونتزانو ورچلزه (به ایتالیایی: Tronzano Vercellese) یک کومونه در ایتالیا است که در استان ورسلی واقع شده‌است. ترونتزانو ورچلزه ۴۴٫۹ کیلومتر مربع مساحت و ۳٬۵۱۹ نفر جمعیت دارد.